# Посёлок имени Цюрупы
Имени Цюрупы — посёлок городского типа в городском округе Воскресенске Московской области России. Население — 5934 чел. (2024).

## География
Расположен на реке Нерской (приток реки Москвы), в 15 км по прямой к северу от города Воскресенска, в 9,5 км по дорогам к северу от железнодорожной станции Конобеево (на линии Москва — Воскресенск).

## История
История села Ванилово и соседних деревень, из которых вырос посёлок им. Цюрупы, уходит в глубокую древность. Западнее Ванилова когда-то находился погост Милино, в нём стояла деревянная церковь св. Георгия. Ранее это была деревня Минина.

В Писцовой книге Коломенского уезда 1577—1578 годов записано: 
«Село Мининское, что была деревня Минина по конец поля реки Мерска, а в нем церковь Христова Страстотерпца Георгия…». 
Мерской здесь именуется река Нерская, которая и ныне протекает через посёлок. Это левый приток Москвы-реки. Названа она так, предположительно, по названию угро-финского племени меря, жившего на этой территории.

Ниже упоминается деревня Левычино (к югу от Ванилова): 
«Деревня Левыченская по обе стороны речки Перхуровки…».
В эпоху Ивана Грозного этими землями владел Василий Степанович Собакин. Впоследствии они перешли во владение Николо-Угрешского монастыря.

В Дозорной книге Патриаршего Казённого Приказа за 1680 год (то есть через сотню лет после первого упоминания) встречается описание церкви «Христова Страстотерпца Георгия» в селе Милине: 
"В вотчине Никольского Угрешского монастыря от деревни Ванилово с полверсты на речке Мерске, едучи от Москвы по Касимовской дороге в 60 верстах, от тея дороги направо в трех верстах церковь великомученика Георгия деревена стоит без пения впусте, а в церкви царские двери и деисусы, на престоле Евангелие в десть (в целый печатный лист); евангелисты басемные (из тонкого листового серебра), да на жертвеннике сосуды оловянные все в целости, и крестьяне деревни Ванилова сказали: «построена де та церковь и впусте стоит издавна…».
В 1687 году ключарь Большого Успенского собора в Москве отец Иоанн Григорьев подал на имя Патриарха челобитную о том, чтобы земли храма были переданы ему «в оброк».

6 июня патриарх Иоаким такой указ подписал: 
«Церкви великомученика Георгия, что на речке Мерске, церковная земля и пашня и сенные покосы отданы на оброк ему, ключарю на нынешний 7195 (1687) год и впредь до указу, а оброку ему велено светлейшего патриарха в домовую казну платить по рублю по 4 алтына в год. И те деньги на 7195 год взяты».
В XIX веке Милино слилось с Ваниловом, позднее Ванилово полностью поглотило древний погост.
Новая история населённого пункта связана с развитием бумажно-ткацкой и красильно-апертурной фабрики А. Г. Гусева, выстроенной в 1900 году. После 1917 года фабрика получила название «Трудящийся рабочий», а после смерти наркома советского государственного и партийного деятеля, первого наркома продовольствия А. Д. Цюрупы (1928 год) она получила его имя.
В советское время на месте древней церкви великомученика Георгия и примыкавшего к ней кладбища построили здание больницы. Сам посёлок был образован из деревни (села) Ванилова в 1935 году, получив своё имя по названию фабрики.
Статус посёлка городского типа — с 1935 года.
В 1990-е годы фабрика прекратила существование.
В 2004 году в состав посёлка вошла территория расположенного рядом села Левычино.
В 2025 году рабочий посёлок преобразован в посёлок городского типа.

## Население
| 1939  | 1959  | 1970  | 1979  | 1989  | 2002  | 2009  | 2010  |
| ----- | ----- | ----- | ----- | ----- | ----- | ----- | ----- |
| 2676  | ↗4043 | ↗4866 | ↘4853 | ↘4644 | ↘3959 | ↗4162 | ↗4352 |
| 2012  | 2013  | 2014  | 2015  | 2016  | 2017  | 2018  | 2019  |
| ↗4356 | ↘4311 | ↗4321 | ↗4343 | ↗4373 | ↘4341 | ↘4327 | ↗4331 |
| 2020  | 2021  | 2023  | 2024  |       |       |       |       |
| ↘4319 | ↗5926 | →5926 | ↗5934 |       |       |       |       |

## Экономика
В посёлке имени Цюрупы раньше действовала "Ткацкая фабрика имени А.Д.Цюрупы", построенная ещё аж в 1901 году, но бывшая основным предприятием посёлка хлопчатобумажная фабрика была признана банкротом в 1999 году и на октябрь 2009 года не функционировала. В 2003-м году на фабрику были переведены производственные мощности ООО «Ашитково мебель», действующие и по сегодняшний день. По состоянию на сентябрь 2009 года на территории фабрики функционирует мебельное производство ООО «АшитковоМебель», предприятие по производству стекла ООО «Стеклолюкс Плюс», а также производство по изделий из пластмасс путём литья под давлением ООО «ПромТех».

## Культура
В посёлке действует школа. Первое здание было построено в 1934 году. Позднее в 1966 году было открыт дополнительный новый корпус. В старом здании размещались начальные классы. В настоящий момент здание снесено. В школе учился чемпион Олимпийских игр 1956 года, известный советский борец Парфёнов, Анатолий Иванович. Также в населённом пункте есть детский сад, дом престарелых, больница.

## Транспорт
Из Воскресенска через Конобеево в посёлок имени Цюрупы ходит автобус № 21.
Из Воскресенска через Виноградово в посёлок имени Цюрупы ходит автобус № 34.

## Достопримечательности
Сохранилась церковь Тихвинской Иконы Божией Матери (также называют церковью Георгия Победоносца на Голубцовом поле, построена архитектором П. П. Зыковым в 1881—1885 годах; трапезная перестроена в 1899 году Н. Д. Струковым).
Рядом с посёлком находится заказник «Сосновые леса на песчаных дюнах».